# Кулбит
Кулбит (осет. Къулбит, груз. კულბითი — Кулбити) — село в Закавказье, расположено в Цхинвальском районе Южной Осетии, фактически контролирующей село; согласно юрисдикции Грузии — в Горийском муниципалитете.

## География
Село располагается к юго-востоку от окраины села Дисеу вблизи границы с собственно Грузией.

## Население
По переписи 1989 года село населяли 103 жителя,  из которых грузины составили 52 человека (50,5 %), осетины 51 человек (49,5 %). После изгнания осетинского населения и периода грузинского контроля над селом в 1992-2008 гг. основное население составили грузины.

## История
В период южноосетинского конфликта в 1992-2008 гг. село находилось в зоне контроля Грузии. После войны в августе 2008 года село перешло под контроль РЮО.

## Топографические карты
- Лист карты K-38-65 Ленингори. Масштаб: 1 : 100 000. Издание 1979 г.